# Jämtlandslagen
Jämtlandslagen är den landskapslag som tillämpades i Jämtland under medeltiden.

## Bakgrund
Jämtlandslagen tillkom troligen under det tidiga 1300-talet, och ersatte då förmodligen Magnus Lagaböters landslag, som antogs i Norge år 1276. Av de bevarade dokumenten kan man se att lagen delvis tillämpades i Jämtland ännu så sent som år 1548.
Inget exemplar av lagen finns bevarat, men som bevis på dess existens har anförts en rad medeltida dokument, som till exempel domstolshandlingar, arvshandlingar och köpehandlingar, där landskapets egen lag åberopats. Det förefaller med hänsyn till alla dessa bevarade skriftliga handlingar klarlagt att det funnits en särskild lag för Jämtland.

## Innehåll
De bevarade urkunderna vittnar om att Jämtlandslagen starkt påverkats av norsk lag, särskilt Frostatingslagen, och detta gäller särskilt bland annat arvsrätten, fastighetsrätten och straffrätten. Även lagspråket i urkunderna visar påverkan från norsk lag. Svenskt inflytande  finner man däremot i fråga om fiskerätten, och användandet av så kallade "minnungamän", minnesmän som mindes vad som hänt i forna tider och kunde vittna om detta, samt fastar vid överlåtelse av fast egendom. Fastarna skulle vaka över en släkts intressen och borga för avtalets orubblighet.
En särskild egenhet i det medeltida Jämtlands juridiska historia är de många så kallade "sytningsbreven", det vill säga handlingar som rör avtal om omvårdnad och underhåll av åldriga föräldrar och släktingar, senare även kallat undantag. Kvinnans ställning tycks också ha varit mera självständig i Jämtland under medeltiden än i både Norge och Sverige. Kvinnor fick exempelvis både vittna vid tinget och agera som fastar.